# Elefant
El Panzerjäger Elefant (Sd. Kfz. 184) es un cazacarros pesado (Panzerjäger) de la Wehrmacht de la Segunda Guerra Mundial. A los cazacarros no se les suele considerar carros de combate (Panzer); están diseñados específicamente para destruir vehículos enemigos blindados, especialmente carros de combate pesados, normalmente desde la retaguardia como apoyo al avance de los tanques o defendiendo una posición, siendo su función distinta a la ejercida por los carros de combate usuales.
Se construyeron originalmente con el nombre Ferdinand, debido a su diseñador, Ferdinand Porsche.

## Desarrollo
El diseño evolucionó desde los antiguos diseños de 1941-42, así como los posteriores —pero aún efectivos— diseños de la serie Marder. El chasis se creó a partir del modelo 90 del Tiger I construido por Porsche, con nuevas orugas y ruedas de acero.
Los motores estaban colocados en el centro de la barcaza para dar espacio al armamento situado en la parte trasera en una estructura de caja blindada encima del chasis. El conductor y operador de radio se situaban en un compartimiento separado en la parte frontal. El cañón utilizado, el PaK 43/2 L/71 de 88 mm, era un diseño distinto de los famosos cañones de 88 mm, que disparaba un proyectil diferente y más largo que los del FlaK 18 o FlaK 36. El cañón solo tenía un movimiento transversal de unos 25 grados y una limitación igual para la elevación y 8 grados para la depresión.

## Producción
Porsche había fabricado unas cien unidades para su propuesta del tanque Tiger, el Porsche Tiger en la fábrica Nibelungenwerke de Austria. Sin embargo, finalmente se escogió el diseño de Henschel para la producción, y los carros diseñados por Porsche se descartaron. Se decidió, por tanto, utilizar esas unidades como base para un nuevo cazacarros pesado, que montaría el nuevo cañón PaK 43/2 desarrollado por Krupp.
Se añadió una plancha frontal de 100 mm lo que duplicaba el espesor del blindaje en la parte frontal. Se reemplazaron los dos motores refrigerados por aire por dos unidades Maybach HL 120 TRM. En total, se convirtieron 90 unidades en la primavera de 1943. Tras su despliegue en el Frente Oriental, 48 de los cincuenta supervivientes fueron modificados añadiéndoles una o dos ametralladoras MG34 y mejoras en la óptica, como una torreta con periscopio. Con estas modificaciones se incrementó el peso hasta alcanzar las 70 toneladas. A partir de las órdenes de Hitler del 1 y 27 de febrero de 1944, el vehículo fue renombrado como Elefant.
Se fabricaron además, tres vehículos de recuperación, Bergepanzer Tiger (P) en 1943.

## Combate
Se desplegaban a nivel de compañía, algunas veces divididas en secciones, con infantería o carros de combate protegiendo los flancos vulnerables de los vehículos. Todos los Ferdinand disponibles, excepto uno, fueron utilizados en la Batalla de Kursk, donde entraron en combate por primera vez. Aunque destruyeron unos 320 tanques soviéticos, su rendimiento en otros aspectos era pobre. Muchas unidades se separaban y resultaban vulnerables a la infantería, ya que las primeras unidades carecían de armas de protección, contando únicamente con el cañón principal. Además debido a su lentitud en campo a través y a no poder girar la torreta eran un blanco fácil.
A todo esto se le unían las averías que solían sufrir en el sistema eléctrico, lo que llevó a transformar varias unidades en vehículos grúa de recuperación. Fue a consecuencia de estos problemas que las unidades fueron modificadas y recibieron el nuevo nombre de Elefant.
Los Elefant sirvieron en Italia en 1944, y los últimos supervivientes lucharon durante la Batalla de Berlín. Solo dos Elefant sobrevivieron al final de la guerra, uno capturado en Kursk y actualmente en el Museo de Kubinka a las afueras de Moscú; otro capturado en Anzio actualmente forma parte de la colección del Army Ordnance Museum.

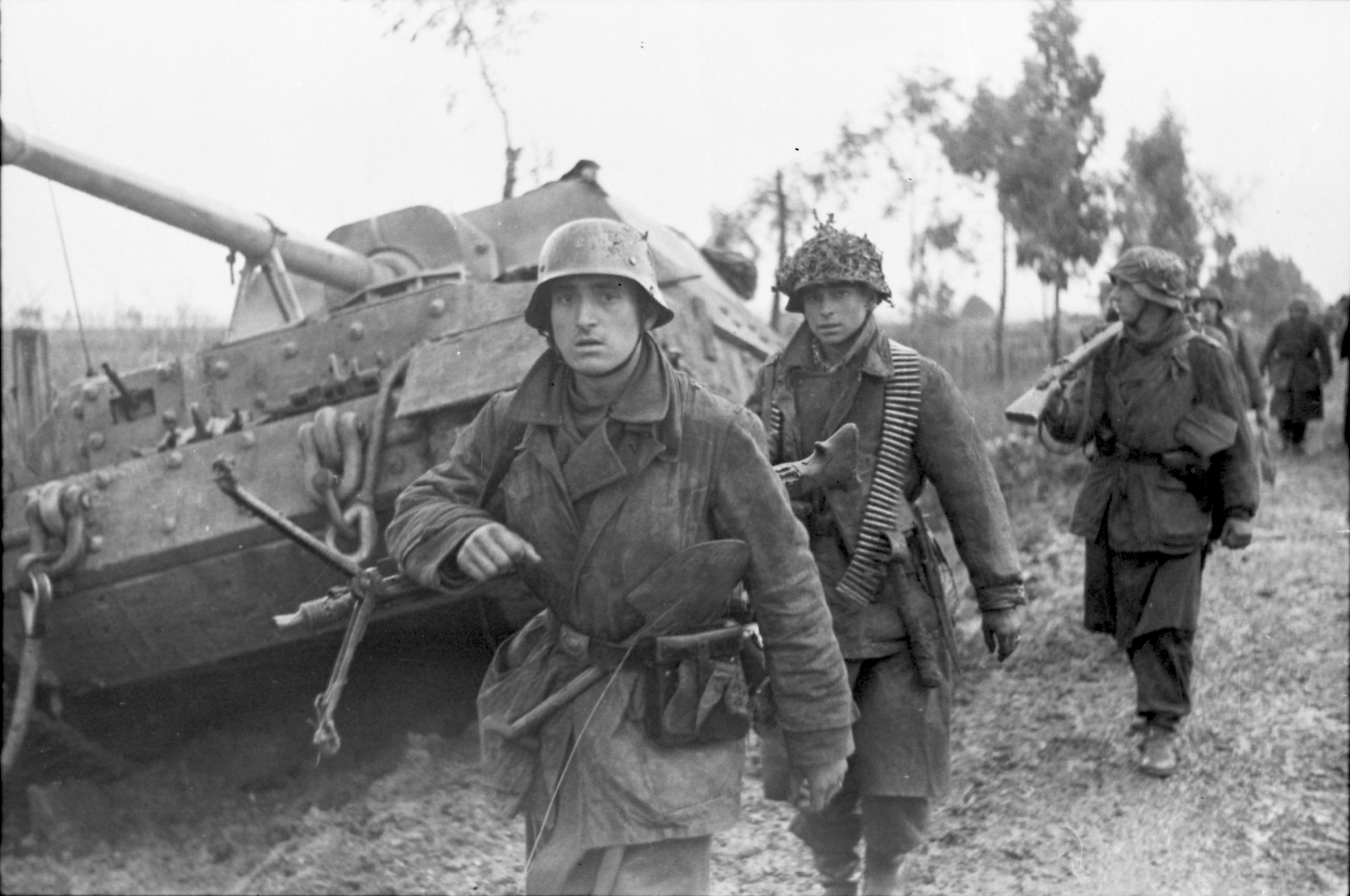
Un Elefant durante la Batalla de Anzio, en marzo de 1944.
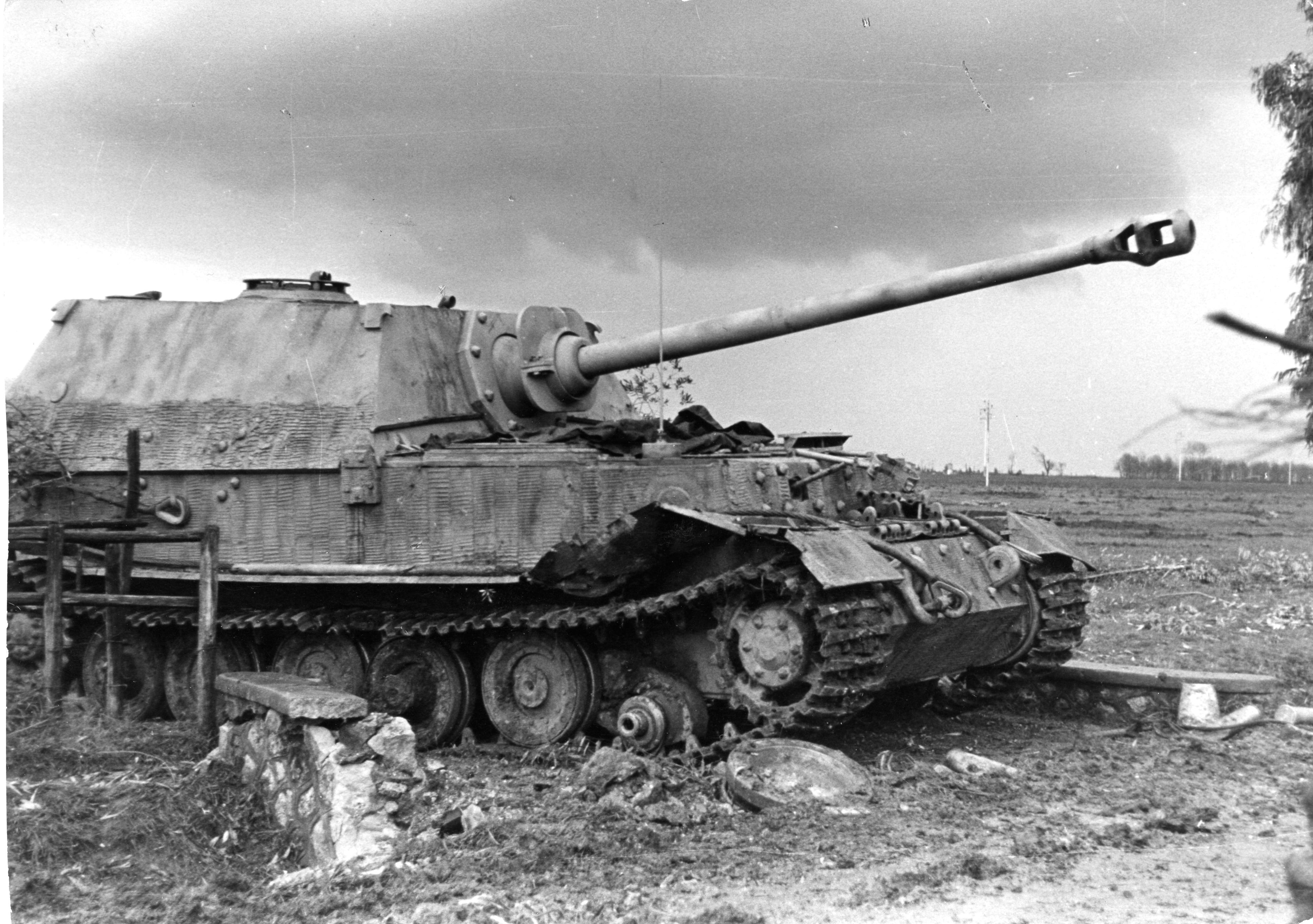
Elefant dañado en Anzio, 1944.
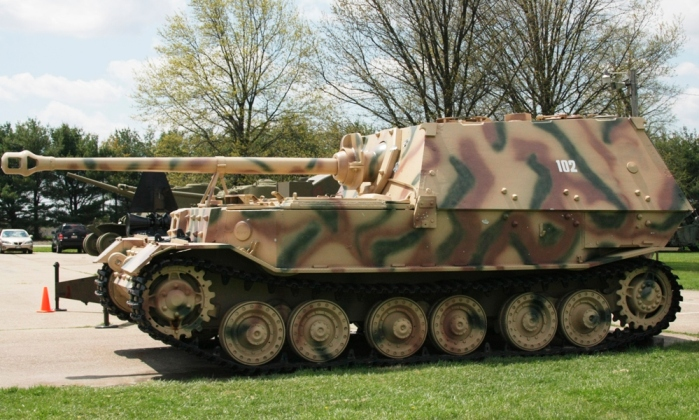
Elefant capturado y restaurado en el Army Ordnance Museum de EE. UU.